# Vidrișoara
Vidrișoara – wieś w Rumunii, w okręgu Alba, w gminie Avram Iancu. W 2011 roku liczyła 82 mieszkańców.